# Euploea radica
Euploea radica är en fjärilsart som beskrevs av Hans Fruhstorfer 1904. Euploea radica ingår i släktet Euploea och familjen praktfjärilar. Inga underarter finns listade i Catalogue of Life.